# 栃木県立宇都宮工業高等学校
栃木県立宇都宮工業高等学校（とちぎけんりつうつのみやこうぎょうこうとうがっこう）は、栃木県宇都宮市に所在する県立工業高等学校。宇工（うこう）の通称で呼ばれている。

## 設置学科
設置系統・学科単位で生徒を募集し、2年生からコースに分かれて専門性を深める。さらに進学コース（大学進学・高専編入）と専門コース（就職）で授業のカリキュラムが変わる。
- 全日制課程
  - 機械システム系
    - 機械科 - 機械技術コース、機械エネルギーコース
    - 電子機械科 - 電子機械コース

  - 電気情報システム系
    - 電気科 - 電気エネルギーコース
    - 電子情報科 - 電子コース、情報ネットワークコース

  - 建築デザイン系
    - 建築デザイン科 - 建築技術コース、住環境デザインコース

  - 環境建設システム系
    - 環境設備科 - 環境設備コース
    - 環境土木科 - 土木施工コース、土木設計コース
- 定時制課程
  - 工業技術科 - 機械コース、電気コース
  - 普通科

## 沿革
- 1920年（大正9年）9月 - 県会において設置を許可
- 1923年（大正12年）4月20日 - 創立。栃木県立宇都宮工業学校と称する。土木科・建築科・木工科の3科を置く
- 1929年（昭和4年）11月 - 校旗樹立式を挙行する
- 1930年（昭和5年）4月 - 校歌（第一校歌）制定
- 1939年（昭和14年）
  - 3月 - 電気機械科を置く
  - 4月 - 第二本科電気機械科を置く
- 1940年（昭和15年）3月 - 第二本科土木建築科を置く
- 1941年（昭和16年）3月 - 第三本科電気機械科（夜間授業）を置く。第二本科土木建築科を土木科・建築科に分け、第二本科建築科を夜間授業とする
- 1943年（昭和18年）
  - 3月 - 電気機械科を電気科・機械科に分ける
  - 4月 - 木工科を木材工芸科に改める
- 1944年（昭和19年）3月 - 第二本科建築科・第三本科電気科に機械科を増設して栃木県立宇都宮第二工業学校（夜間授業）とする
- 1945年（昭和20年）3月 - 宇都宮第二工業学校建築科を廃止
- 1948年（昭和23年）4月 - 学制改革に伴い栃木県立宇都宮第二工業学校を合併し新制高等学校に昇格。全日制および電気科・機械科・普通科を加えた定時制とする
- 1950年（昭和25年）8月 - 野球部が甲子園大会に初出場し準決勝へ進出する
- 1951年（昭和26年）4月 - 栃木県立宇都宮工業高等学校と改称する
- 1952年（昭和27年）
  - 4月 - 全日制 電気通信科を置く
  - 8月 - 野球部が二度目の甲子園大会出場を果たす
- 1958年（昭和33年）4月 - 全日制 精密機械科を置く
- 1959年（昭和34年）8月 - 野球部が三度目の甲子園大会出場を果たし準優勝
- 1962年（昭和37年）
  - 2月 - 電気科・機械科を各一学級拡大し二学級とする。定時制 建築科を置く
  - 4月 - 電気通信科を電子科に、木材工芸科を工芸科に改める
- 1963年（昭和38年）4月 - 定時制 普通科の募集を停止
- 1971年（昭和46年）4月 - 全日制 設備工業科を置く
- 1973年（昭和48年）4月 - 全日制 工芸科をインテリア科に改める
- 1988年（昭和63年）4月 - 全日制 精密機械科を電子機械科に転換
- 1992年（平成4年）4月 - 全日制 電気科を一学級とする
- 1993年（平成5年）4月 - 全日制 電子科を一学級とする
- 2002年（平成14年）
  - 2月19日 - 全国の公立高等学校で初のISO14001認証 (JAB) を取得し、同月26日にはUKAS認証を取得する
  - 4月 - 全日制 建築科を一学級とする
- 2005年（平成17年）4月 - 全日制 インテリア科・設備工業科を統合しインテリア設備科とする。定時制 電気科・機械科・建設科の募集を停止し定時制 工業技術科を置く
- 2007年（平成19年）3月 - 第5回日本環境経営大賞環境経営優秀賞受賞
- 2011年（平成23年）
  - 3月11日 - 東日本大震災発生。震度6強が襲い、教室棟最上階の天井が一部崩れる等の被害。倒壊の危険性から一週間ほど立ち入りが禁止された。
  - 4月 - 4系 7科 11コースとなる。
  - 9月1日 - 宇都宮市雀宮地区に移転。
  - 9月15日 - 新校開校記念式典を挙行。福田富一栃木県知事や渡辺貞夫が臨席。
- 2015年（平成27年）4月 - スーパー・プロフェッショナル・ハイスクール[2]に指定された。
- 2020年（令和2年）4月 - 定時制 普通科の募集を再開

## 校章
そのデザインから三角記章と呼ばれる。創立当初は当時の県内中等学校のシンボルに倣い、栃の葉に「宇工」を包み込んだデザインであった。しかし独自にシンボルが欲しいという生徒内からの声の高まりを受け、初代木工科長を中心に新しい記章を考案することになった。最終的には 土木・木工・建築 の三科を表現する三角形を「工」の図案にあしらい、その中心に宇都宮の「ウ」を三つ組み合わせたデザインとなる。
このデザインは1924年から使用され、1929年頃にデザインを簡素化して現在の三角記章となった。

## 校歌

### 第一校歌
第一校歌は、菅谷徳次郎が作詞したものの曲がなかったため開校翌年より教員として勤務していた須賀友正（後の宇都宮短期大学創設者）が曲をつけた。初代校長であり、旧宇都宮商工会議所などの名建築を残した安 美賀は、須賀の東京高等工業学校時代の先輩に当たり、その縁もあり教員として招かれていた。制定は1930年である。「第一校歌」の原曲となるもので、3/4拍子の楽曲であった。当初は3番まで歌詞が存在したが、1945年の第二次世界大戦終了後、2番の歌詞内容が反民主主義的であるというGHQ（連合国最高司令官総司令部）の指摘を受け、削除された。従って当時の3番が現在の2番という形を採っている。
宇工音楽部の創設者、世界的ミュージシャンの渡辺貞夫が在学中の1950年、夏の甲子園に初出場しベスト4に進出した野球部の凱旋パレード演奏を行った。当時わずか3名（アルトサクソフォン・トランペット・打楽器）の部員により「錨をあげて」などの行進曲と共に校歌も演奏されたが、3拍子のため歩きにくく、野球部から「すまないが、もう少し離れて演奏してくれ」と物言いがついた。そのため渡辺らは隊列が近づくと走って100メートル先で演奏し、また近づいてくると走って移動ということを繰り返したと伝えられる。
新校舎への移転直前まで、京町の旧校舎に、渡辺貞夫が授業をサボって弾いていたとされる「伝説のオルガン」が存在した。
この旧校歌は、1965年頃、当時の音楽科教諭によって4/4拍子に改編されると共に、若干のメロディの改訂（解決していなかったメロディ終結部の和声を解決させる等）がなされ、現在の「第一校歌」となったが、改訂に対しては卒業生から不満の声が多く上がったという。1986年、宇工野球部が1959年の選手権大会準優勝以来、27年ぶりに夏の甲子園に出場。緒戦を突破した校歌斉唱の後、NHKアナウンサーが隣席のOBに「校歌は27年前と変わりませんか？」と問うた。その返答は「メロディが変わっているようですね」というものであった。
改訂後、3/4拍子の旧校歌は公式の場で聴かれることは無かったが、1981年2月に宇都宮市文化会館大ホールで行われた予餞会（卒業生の壮行会）において、宇工OBでもある当時の教頭が、幻の2番を含め無伴奏でこれを独唱。全校生徒に披露した。
奇しくも同年9月1日、作曲者の須賀が世を去っている。

### 無限大
雀宮移転に際し、卒業生の渡辺貞夫が作曲、作詞は渡辺が布袋寅泰に直接オファーした新校歌「無限大」制作された。

## 雀宮への移転
当高校は創立当初から宇都宮市街地の京町（創立当初は田畑が広がっていた）に校舎を構えてきた。しかし近年になり、校舎や設備の老朽化による自然災害への懸念のほか、加工機械や学習設備の陳腐化により学習できる内容が現代の技術水準から乖離（かいり）するなど、さまざまな問題が指摘されるようになった。そこで、校舎や学科再編を含む学校全体を刷新する計画が考えられた。
当初は同じ場所である京町敷地内に建て替える方法が模索されたが、土地が狭いなどの制約が厳しいことから断念され、2006年（平成18年）に宇都宮市南部の8ヘクタールに及ぶJR雀宮駅東口地区が整備予定地として選定された。これらを基に、新校舎や新設備、教育課程や学科編成などを定めた「科学技術高校整備基本計画」が策定され、計画策定から5年の歳月をかけて現在の雀宮地区へ移転した。夏休み中の校舎引っ越し作業を経て、休み明けの2011年9月1日から移転先での授業が開始された。
跡地については宇都宮市が市立一条中学校の移転候補地とすることを県に要望し、宇都宮市立一条中学校が跡地の北側へ移転し、南側には栃木県立特別支援学校宇都宮青葉高等学園が創立した。また、2008年創立記念式典にて学校長より、「跡地については移転後の計画はさまざまあるが、同窓会より創立記念式典で記念モニュメントを残すことも検討している。」との発表があった。
移転後の旧校舎は工業高校教育における土壌汚染について、県により校舎付近および校庭などの地質調査が行われた。2013年4月初旬から旧校舎の本格的な解体が開始された。2014年度から同地へ移転する学校施設の建設を開始し、2016年度に2校の学校業務が開始された。

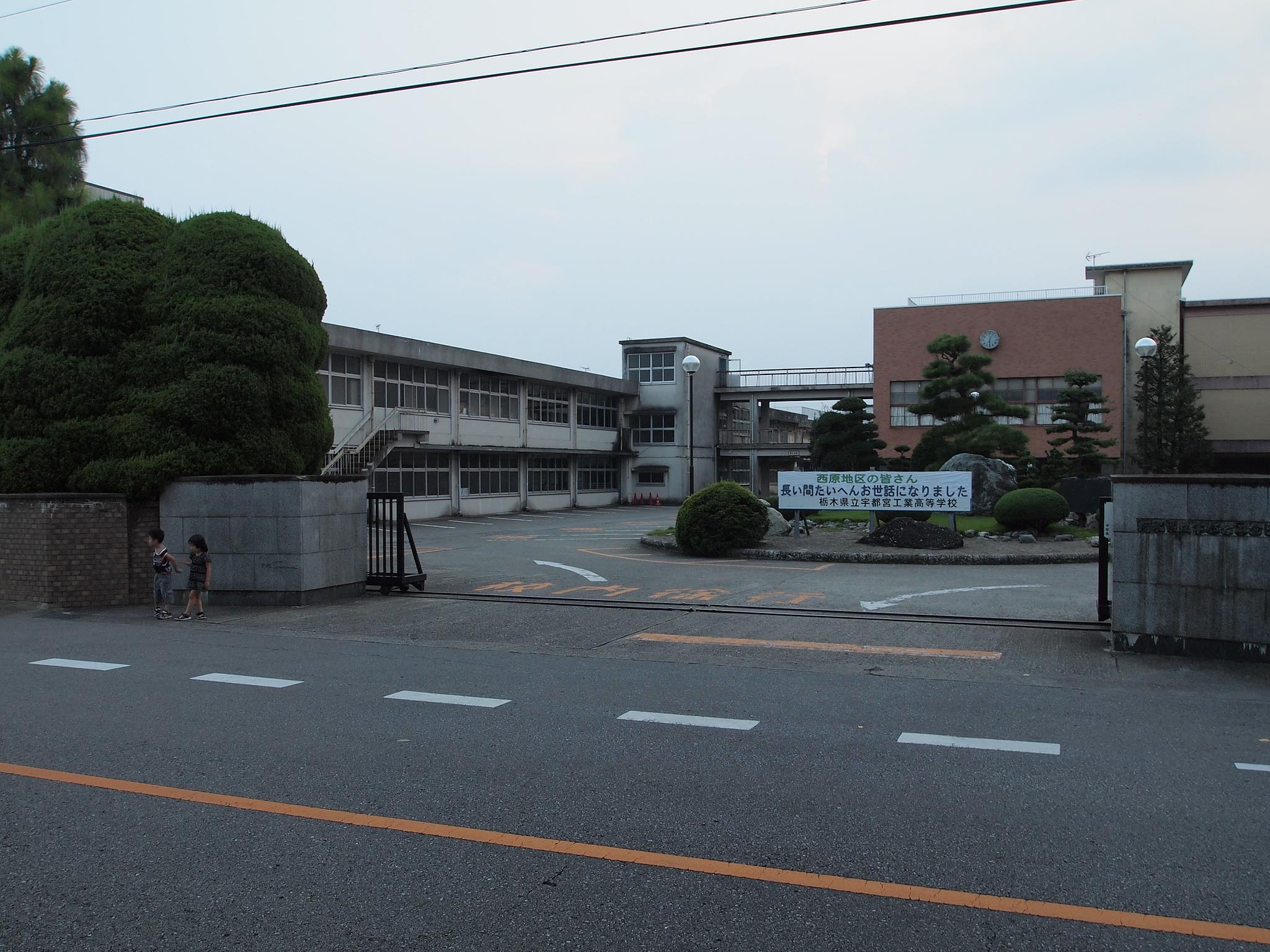
旧校舎の正門
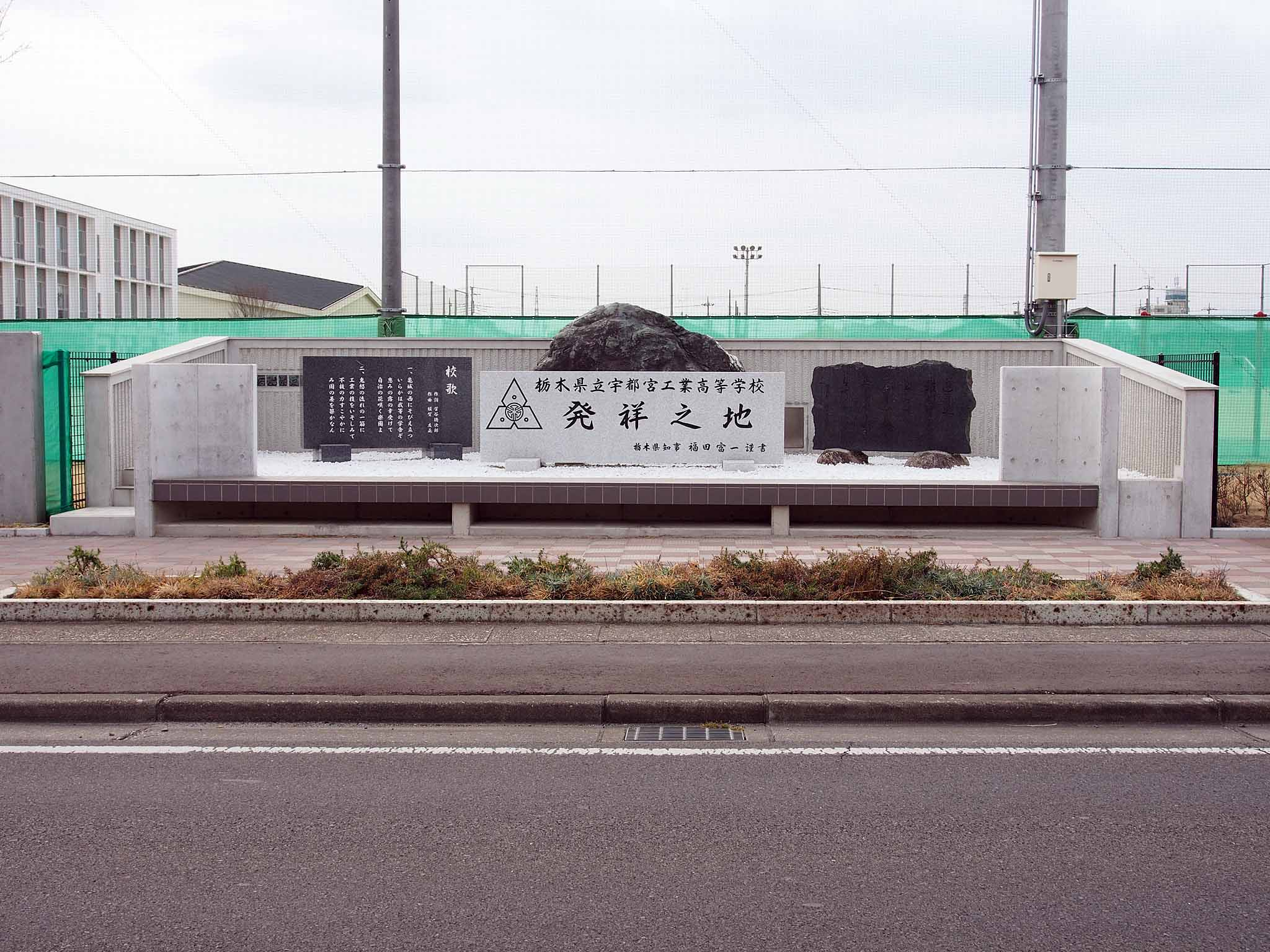
「栃木県立宇都宮工業高等学校発祥之地」の石碑

## 部活動・同好会
- 運動部
  - 野球部
  - サッカー部
  - バスケットボール部
  - バレーボール部
  - ソフトテニス部
  - 硬式テニス部
  - ハンドボール部
  - 卓球部
  - 陸上競技部
  - ボクシング部
  - 柔道部
  - ラグビー部
  - バドミントン部
  - 剣道部
  - 弓道部
  - 水泳部

- 文化部
  - 計算技術部
  - 書道部
  - 美術部
  - 科学技術研究部
  - 無線研究部
  - 音楽部
  - 写真部
  - JRC部
  - 茶華道部
  - パソコン部
  - 生産システム研究部
  - 機械研究部
  - 土木研究部
  - 建築研究部
  - 電気研究部
  - 電子機械研究部
  - 空手少林寺拳法部

## 著名な出身者
- 福田富一（栃木県知事）
- 若林学（サッカー選手）
- 松本育夫（元サッカー選手）
- 星知弥（プロ野球選手）
- 吉成武雄（元プロ野球選手）
- 阿久津義雄（元プロ野球選手）
- 仁平馨（元プロ野球選手）
- 大井道夫（日本文理高等学校硬式野球部監督）
- 渡辺貞夫（ジャズサックスプレーヤー）
- 粕谷正美（元競輪選手）
- 橋本晃佑（バスケットボール選手）
- 黒川琴美（柔道選手）
- 中村宏（NHKエグゼクティブアナウンサー）
- AKI猪瀬（スポーツライター、野球評論家）
- 後藤茂夫（陶芸家）

## アクセス
- JR東北本線雀宮駅東口より徒歩3分